# Пал Кастріоті
Пал Кастріоті — албанський феодал кінця XIV — початку XV століття. З 1383 року згадується як власник двох сіл (Сіна і Нижня Гарді). Його батько був кефалом у замку Каніна у Валонськім князівстві. Відповідно до Гьона Музакі, Пал мав трьох синів: Костянтина, Олексія і Гьона Кастріоті (батька Скандербега).

## Сім'я
Перший представник роду Кастріоті згадується в Албанії в історичних документах у 1368 році у званні кефала або каштеляна в замку Каніна, який входив до складу Валонського князівства. Югославський історик Іван Божич припускав, що батько Пала отримав маєток в Албанії від сербського царя Стефана Душана після того, як він захопив Берат, Валону і Каніну у 1345 році. Існує припущення, що прадід Скандербега був сербського походження. Австрійський історик Генріх Кречмер (фахівець з історії Венеції) стверджував, що Пал Кастріоті, батько Гьона і діда Скандербега, був кефалом у замку Каніна.
Пал Кастріоті мав трьох синів: Костянтин, Олексій і Гьон Кастріоті. Олексій Кастріоті володів трьома селами, Костянтин був протовестіарієм у Синьо (Серін) біля Дурреса. Згідно венеційському документу, виявленому Карломом Хопфом, Пал Кастріоті носив титул пан Серуджі (домінус Серіни).
Гьон Кастріоті був найвідомішим з братів. Як і багато албанських дворян, став васалом Османської імперії після 1385 року. Кастріоті підтримали султана Баязіда в битві при Анкарі в 1402 році. У 1432 — 1436 роках Гьон Кастріоті брав участь в невдалому повстанні албанських князів під керівництвом Георгія Аріаніті.

## Володіння
Наприкінці 14 століття Пал Кастріоті носив назву «сеньйор де Сігна і де Гарді-іпостесі» (Сіна і Нижньої Гарді), він володів цими двома селами. Згідно з деякими джерелами, його маєтки були розташовані на горі Qidhna, на північний захід від Дебара . Близько 1383 року Пал Кастріоті отримав у власність два села в феод від Балши II, правителя Зети . З ослабленням роду Балшичів, рід Кастріоті став посилюватися. Гьон Кастріоті зміг розширити домен роду Кастріоті і захопив область Мати . Після смерті Гьона Кастріоті його доля увійшла до складу османських володінь і була відома в османському реєстрі як «іль Ювана». Одна частина спадку Гьона Кастріоті, що складалася з дев'яти сіл, спочатку стала тімаром Скандербега, а в 1438 році була надана Андре Карло.